# 星のカービィ ぽよぽよな毎日
『星のカービィ ぽよぽよな毎日』（ほしのカービィ ぽよぽよなまいにち）は、路みちるが『ぴこぷり』で連載している4コマ漫画作品。

## 概要
ゲーム雑誌『ぴこぷり』の2012年October号（10 - 11月号、創刊号）から連載が開始された。連載当初、タイトルには「星のカービィシリーズ」の作品名がそのまま用いられていたが、2013年August号より『星のカービィ ぽよぽよな毎日』の題名で掲載されるようになった。作品の中ではカービィたちの日常がコミカルに描かれている。

## 主な登場キャラクター
登場キャラクターはメインキャラ以外は最新作（『wii』・『wiiデラックス』、『トリプルデラックス』、『ロボボプラネット』、『スターアライズ』、『ディスカバリー』）に準じているが、唯一チュチュだけは過去作『3』からの登場であり、カービィに次ぐメインキャラというポジションになっている。

カービィ
本作の主人公。のんきで食いしん坊な性格。
デデデ大王
プププランドの大王（自称かどうかは不明）。いつもカービィに振り回されている。
ワドルディ
カービィの友達で、デデデ大王の部下。
チュチュ
カービィの友達の女の子。過去作のキャラだが、カービィに次ぐメインキャラという扱いになっている。紹介で「カービィの事が好き？」と彼への好意を仄めかされている。
メタナイト
マホロア
ビビッティア

## 単行本
1. 星のカービィ ぽよぽよな毎日（2015年3月26日発売 ISBN 9784047303560）